# Issuf Sanon
Issuf Vladlen Sanon (en ukrainien : Иссуф Санон), également connu sous le nom de Yusuf Sanon, né le 30 octobre 1999 à Donetsk en Ukraine, est un joueur ukrainien de basket-ball. Il évolue aux postes de meneur et d'arrière.